# Tour Majunga
La Tour Majunga è un grattacielo che ospita uffici situato nel quartiere La Defense a Puteaux, comune dell'area metropolitana di Parigi.

## Caratteristiche
Progettata dall'architetto Jean-Paul Viguier e costruito dalla Unibail-Rodamco, l'edificio è stato inaugurato il 25 settembre 2014.
La Unibail-Rodamco ha firmato un contratto per affittare i primi 18 piani alla Axa Investment Managers e altri piani sono stati ceduti per ospitare gli uffici della società di consulenza Deloitte.